# 98-я стрелковая дивизия (3-го формирования)
98-я стрелковая Ропшинская Краснознамённая дивизия — общевойсковое соединение РККА Вооружённых сил СССР в Великой Отечественной войне. Период боевых действий: с 28 апреля 1943 по 11 сентября 1945 года.

## История
Сформирована 28 апреля 1943 года как 98-я стрелковая дивизия (третьего формирования) на базе 162-й и 250-й стрелковых бригад Ленинградского фронта.
В мае 1943 года дивизия в составе 67-й армии, с июня в подчинение Приморской оперативной группы, вошла в состав 43-го стрелкового корпуса. С января 1944 года в составе 2-й ударной армии. 19 января 1944 года 98-й стрелковой дивизии присвоено почётное наименование «Ропшинская».
4 февраля 1944 года награждена орденом Красного Знамени.
4.2.1944 г. дивизия в составе 109-го ск 2-й ударной армии передовыми подразделениями форсирует Нарву и в двух местах закрепляется на плацдармах в районах Риги и Усть-Жердянки. Части дивизии в составе 2-й ударной армии несколько расширили свой захваченный плацдарм и перешли к обороне.
Город Нарва оставался ещё в руках врага. Бои местного значения на данном участке продолжались около трёх месяцев.
С апреля 1944 года в составе 8-й армии, с мая вошла в состав 122-го стрелкового корпуса, в августе находилась в составе 2-й ударной армии. Принимала участие в освобождении Эстонской ССР и очищении её территории от немецких захватчиков. В боях за Эстонию части дивизии с боями прошли более 150 километров, при этом освободили десятки населённых пунктов, в том числе города Эльва, Отепя и своим продвижением содействовали овладению городом Тарту.
С сентября 1944 года в составе 67-й армии 3-го Прибалтийского фронта, с ноября в составе 1-й ударной армии 2-го Прибалтийского фронта. Принимала участие в Освобождение Латвийской ССР — Рижской наступательной операции, освобождение г. Рига, вела боевые действия в районе Джуксте.
С марта 1945 года в составе 93-го стрелкового корпуса фронтового подчинения 1-го Украинского фронта, с апреля вместе с корпусом дивизия вошла в состав 59-й армии.
Расформирована летом 1945 года.

## Состав
- 4-й стрелковый полк;
- 166-й стрелковый полк;
- 308-й стрелковый полк;
- 153-й артиллерийский полк;
- 157-й отдельный истребительно-противотанковый дивизион;
- 76-я отдельная разведывательная рота;
- 84-й отдельный сапёрный батальон;
- 202-й отдельный батальон связи (324-й отдельная рота связи);
- 50-й отдельный медико-санитарный батальон;
- 109-я отдельная рота химической защиты;
- 6-я автотранспортная рота;
- 277-я полевая хлебопекарня;
- 990-й дивизионный ветеринарный лазарет;
- 2289-я полевая почтовая станция;
- 1227-я полевая касса Государственного банка

## Подчинение
- на 01.05.1943 г. — Ленинградский фронт — 67 армия.
- на 01.06.1943 г. — Ленинградский фронт — Приморская опер.группа
- на 01.07.1943 г. — Ленинградский фронт — Приморская опер.группа
- на 01.08.1943 г. — Ленинградский фронт — Приморская опер.группа
- на 01.09.1943 г. — Ленинградский фронт — Приморская опер.группа
- на 01.10.1943 г. — Ленинградский фронт — Приморская опер.группа
- на 01.11.1943 г. — Ленинградский фронт — Приморская опер.группа — 43 СК
- на 01.12.1943 г. — ?
- на 01.01.1944 г. — Ленинградский фронт — 2 УА — 43 СК
- на 01.02.1944 г. — Ленинградский фронт — 2 УА — 43 СК
- на 01.03.1944 г. — Ленинградский фронт — 2 УА — 43 СК
- на 01.04.1944 г. — Ленинградский фронт — 8 А — 43 СК
- на 01.05.1944 г. — Ленинградский фронт — 8 А — 122 СК
- на 01.06.1944 г. — Ленинградский фронт — 8 А — 122 СК
- на 01.07.1944 г. — Ленинградский фронт — 8 А — 122 СК
- на 01.08.1944 г. — Ленинградский фронт — 2 УА — 122 СК
- на 01.09.1944 г. — 3 Прибалтийский фронт — 67 А — 122 СК
- на 01.10.1944 г. — 3 Прибалтийский фронт — 67 А — 112 СК
- на 01.11.1944 г. — 2 Прибалтийский фронт — 1 УА — 112 СК
- на 01.12.1944 г. — 2 Прибалтийский фронт — 1 УА — 112 СК
- на 01.01.1945 г. — 2 Прибалтийский фронт — 1 УА — 112 СК
- на 01.02.1945 г. — 2 Прибалтийский фронт — 1 УА
- на 01.03.1945 г. — 1 Укр. фронт — фронтовое подчинение — 93 СК
- на 01.04.1945 г. — 1 Укр. фронт — 59 А — 93 СК
- на 01.05.1945 г. — 1 Укр. фронт — 59 А[3]

## Командиры
- полковник Никаноров, Николай Сергеевич с 28 апреля 1943 по 11 мая 1945 года

## Награды и наименования
| Награда (наименование)              | Кем и когда награждена                                        | За что награждена |
| ----------------------------------- | ------------------------------------------------------------- | --- |
| Почетное наименование «Ропшинская». | 21.01.1944. Приказ Верховного Главнокомандующего № 08         | В ознаменование одержанной победы и отличие в боях при овладении городом Ропша.                                                            |
| Орден Красного Знамени              | Указ Президиума Верховного Совета СССР от 4 февраля 1944 года | За образцовое выполнение боевых заданий командования на фронте борьбы с немецкими захватчиками и проявленные при этом доблесть и мужество. |

Награды частей дивизии:
- 4-й стрелковый Тартуский Краснознамённый[5] ордена Александра Невского[6] полк;
- 166-й стрелковый Рижский ордена Александра Невского[6] полк;
- 308-й стрелковый ордена Александра Невского[6] полк;

## Отличившиеся воины дивизии
Герои Советского Союза:
- Калиниченко, Григорий Николаевич, красноармеец, стрелок 4-го стрелкового полка.
- Скуридин, Иван Куприянович, старший сержант, командир отделения 4-го стрелкового полка.
- Фёдоров, Тимофей Васильевич, сержант, командир отделения роты автоматчиков 4-го стрелкового полка.

 Кавалеры ордена Славы трёх степеней
- Калинин Пётр Михайлович, сержант, командир орудийного расчёта батареи 76-мм пушек 4 стрелкового полка.За измену Родине лишён всех государственных наград. Указ Президиума Верховного Совета СССР от 26 апреля 1949 года.
- Кучерук, Григорий Иванович, сержант, командир отделения 76 отдельной разведывательной роты.
- Неволин, Анатолий Николаевич, сержант, командир отделения взвода пешей разведки 166 стрелкового полка.
- Павлушкин, Николай Петрович, сержант, командир расчёта 45-мм пушки 4 стрелкового полка.
- Парминов, Александр Андреевич, сержант, командир орудийного расчёта 308 стрелкового полка.
- Таран, Алексей Павлович, старший сержант, командир расчёта 120-мм миномёта 308 стрелкового полка.
- Узких, Николай Артемьевич, сержант, командир расчёта противотанкового орудия 308 стрелкового полка. Погиб в бою 27 марта 1945 года.
- Фурсов, Михаил Иванович, ефрейтор, телефонист взвода связи 2 стрелкового батальона 4 стрелкового полка.
- Харитонов Иван Павлович, старший сержант, командир расчёта 45-мм пушки 4 стрелкового полка.Указом Президиума Верховного Совета СССР от 30 января 1967 года за убийство и покушение на убийство лишён всех государственных наград. Расстрелян[8].